# NGC 2757
NGC 2757 – prawdopodobnie gwiazda podwójna znajdująca się w gwiazdozbiorze Hydry. Skatalogował ją Frank Muller w 1886 roku jako obiekt typu „mgławicowego”. Identyfikacja obiektu nie jest pewna – według niektórych źródeł obiektem NGC 2757 może być także znajdująca się nieco dalej na południowy wschód gwiazda potrójna.